# Kultursommer Mittelhessen

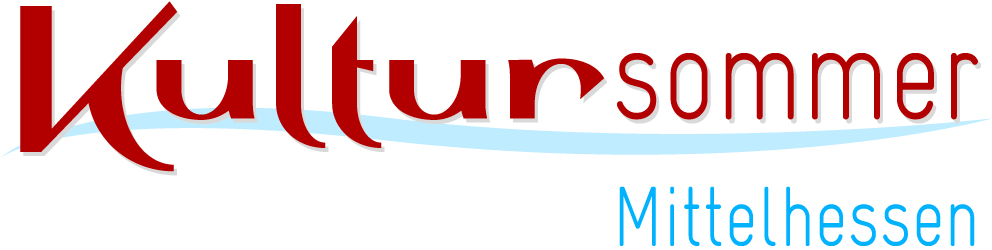
Logo des Kultursommer Mittelhessen

Der Kultursommer Mittelhessen ist ein Kulturfestival in Mittelhessen. Es findet seit 1992 jährlich von Mitte Juni bis Mitte September statt. Pro Saison besuchen bis zu 18.000 Kulturinteressierte die über 130 Veranstaltungen, an bis zu 50 Veranstaltungsorten. Die Veranstaltungen finden über die Region hinweg Resonanz. Ins Leben gerufen wurde das Festival vom Regierungspräsidium Gießen. Für die Organisation des Festivals ist der Kultursommer Mittelhessen e.V. verantwortlich. Seit 2007 gibt es neben dem Kultursommer Mittelhessen zeitgleich den Junger Kultursommer Mittelhessen.

## Aufgaben und Ziele
Der Kultursommer Mittelhessen soll
- künstlerische Begegnungen (regional, national, international) ermöglichen und fördern,
- Projekte unterstützen, die aus finanziellen Gründen sonst nicht stattfinden könnten,
- gemeinsame Projekte (z. B. durch das Zusammenwirken von verschiedenen Künstlern oder verschiedenen Veranstaltern) fördern,
- an ungewöhnliche Spielorte veranstaltet werden,
- alle künstlerischen Sparten ansprechen und
- den Standort Mittelhessen aufwerten.

## Organisation
Bis zum 31. Oktober eines jeden Jahres können sich Veranstalter beim Kultursommer Mittelhessen für die Teilnahme am Festival bewerben. Eine Jury wählt die Veranstaltungen aus. Der Veranstaltungsort muss in den fünf mittelhessischen Landkreisen Lahn-Dill, Vogelsberg, Limburg-Weilburg, Marburg-Biedenkopf, Gießen oder dem Wetteraukreis liegen. In Zusammenarbeit mit den Veranstaltern wird das Festival organisiert und bekannt gemacht. Koordiniert wird dies in der Geschäftsstelle des Träger-Vereins Kultursommer Mittelhessen e.V.

## Förderer
Der Kultursommer Mittelhessen wird – wie die anderen Kultursommer in Nord- und Südhessen sowie Main-Kinzig – durch das Hessische Ministerium für Wissenschaft und Kunst und die Sparkassen Kulturstiftung Hessen-Thüringen gefördert. In Mittelhessen beteiligen sich zudem die Städte Marburg, Gießen, Wetzlar und die sechs Kultursommer-Landkreise, sowie weitere Sponsoren.